# Nivea (cosmetice)
Nivea este o marcă de produse cosmetice deținută de concernul german Beiersdorf AG.